# Rubén Belima
Rubén Belima Rodríguez (sinh ngày 11 tháng 2 năm 1992) là một cầu thủ bóng đá người Guinea Xích Đạo thi đấu ở vị trí tiền vệ chạy cánh trái cho câu lạc bộ Bồ Đào Nha Estoril.

## Sự nghiệp quốc tế
Bố của Belima đến từ Bata, giúp anh có thể thi đấu cho Guinea Xích Đạo. Anh được triệu tập lần đầu tiên vào tháng 8 năm 2013, để thi đấu giao hữu với Gabon diễn ra ở Malabo, nhưng trận đấu bị hủy bỏ. Anh ra mắt quốc tế trước đội bóng của quốc gia nơi sinh ra anh, Tây Ban Nha, vào ngày 16 tháng 11 năm 2013, nhưng trận giao hữu không nằm trong lịch thi đấu FIFA. Belima chính thức ra mắt vào tháng 5 năm 2014, khi tham dự vòng loại Cúp bóng đá châu Phi 2015.